# Act of Aggression
Act of Aggression – strategiczna gra czasu rzeczywistego wyprodukowana francuskie studio Eugen Systems. Gra została wydana 2 września 2015 roku przez Focus Home Interactive na platformę PC.

## Fabuła
Fabuła gry rozpoczyna się w 2025 roku w czasie kryzysu ekonomicznego. W tym czasie powstaje organizacja The Cartel. W celu powstrzymania konfliktów zbrojnych Organizacja Narodów Zjednoczonych utworzyła organizację militarną Chimera. Organizacja ta wspierana jest przez Stany Zjednoczone osłabione dwoma dekadami udziału w wojnach.

## Wydanie
Act of Aggression zostało ujawnione w 2014 roku podczas Game Developers Conference. 17 lipca 2015 roku rozpoczęły się beta testy gry. Gra została wydana 2 września przez Focus Home Interactive na platformę PC. 11 maja 2016 roku wydana została wersja Reboot Edition.